# Castello di Varano Marchesi
Il castello di Varano Marchesi era un maniero medievale, i cui resti sorgono a monte di Varano dei Marchesi, frazione di Medesano, in provincia di Parma.

## Storia
Il castello fu edificato probabilmente già nell'XI secolo, anche se la prima testimonianza della sua esistenza risale al 1249, quando l'imperatore del Sacro Romano Impero Federico II di Svevia ne infeudò il marchese Oberto II Pallavicino.
Nel 1413 l'imperatore Sigismondo di Lussemburgo confermò a Rolando il Magnifico l'investitura. Tuttavia, nel 1441 Niccolò Piccinino convinse Filippo Maria Visconti del tradimento del Marchese e si fece incaricare di conquistare lo Stato Pallavicino; Rolando fu costretto alla fuga e tutte le sue terre furono incamerate dal Duca di Milano, che nel 1442 assegnò al condottiero il feudo di Varano de' Marchesi e numerosi altri nel Parmense, tra cui Solignano, Sant'Andrea, Taro, Miano, Banzola, Visiano, Cella, Tabiano, Monte Manulo, Bargone, Gallinella, Felegara e Monte Palerio. Nel 1450 il nuovo duca Francesco Sforza restituì al Pallavicino il maniero di Varano Marchesi.
Alla morte del Marchese nel 1457, la fortificazione fu assegnata al figlio primogenito Niccolò, unitamente ai castelli di Castelguelfo, Gallinella e Miano.
Con l'estinzione del ramo della casata nel 1782, il feudo di Varano de' Marchesi fu assegnato dal duca di Parma Ferdinando di Borbone ai marchesi Bergonzi, che ne mantennero i diritti fino all'abolizione napoleonica del 1805.
In seguito il castello, ormai in rovina, fu assorbito dal ducato di Parma e Piacenza; definitivamente abbandonato, sprofondò nel totale degrado, tanto che già nel 1832 ne risultavano visibili solo i resti.

## Descrizione
Dell'antico maniero oggi si conservano soltanto le rovine del mastio, raggiungibili attraverso un sentiero che si inoltra nella fitta boscaglia.
I muri in pietra del torrione, in buona parte crollati, emergono tra le piante in posizione panoramica sulla vallata.